# Broque
 (avril 2013).
Si vous disposez d'ouvrages ou d'articles de référence ou si vous connaissez des sites web de qualité traitant du thème abordé ici, merci de compléter l'article en donnant les références utiles à sa vérifiabilité et en les liant à la section « Notes et références ».
Broque est un label et netlabel de musique électronique allemand fondé par Christian Kausch et Heiko Schwanz en 2004. Il a été initialement créé pour fêter les 10 ans d'Oder auf Brot, une association allemande éditant un fanzine puis un webzine consacrés aux musiques électroniques.
Broque sort sa musique pour partie sous licence Creative Commons, mais la commercialise aussi sur les principales plateformes de vente en ligne spécialisées dans la musique électronique.
L'ambition de Broque est de publier chaque mois une sortie gratuitement sur son site, tout en encourageant ceux qui veulent soutenir le label à acheter la musique via les différentes sites de vente de musique dématérialisée. Certains maxis ou compilations sont parfois disponibles en vinyles.

## Artistes
Broque a sorti des morceaux et œuvres d'artistes aujourd'hui reconnus dans le milieu de la musique électronique :
- Rone
- SQware
- Pelle Buys
- Wighnomy Brothers
- Tomtom Groove
- Lowtec
- Marlow
- Good Guy Mikesh
- Freund der Familie